# Општина Такоталпа (Табаско)
Такоталпа (шп. Tacotalpa) општина је у Мексику у савезној држави Табаско. Општина се налази на надморској висини од 19 м.

## Становништво
Према подацима из 2010. у општини је живело 46302 становника.

### Хронологија
| Година       | 2000                  | 2005                  | 2010                  |
| ------------ | --------------------- | --------------------- | --------------------- |
| Становништво | 41296 (20772 / 20524) | 42833 (21248 / 21585) | 46302 (23006 / 23296) |

### Попис
| \| \| м \| \| \| ж \| \| 0—2 \| 1.378 \| \| \| 1.318 \| \| 3—5 \| 1.474 \| \| \| 1.405 \| \| 6—11 \| 3.133 \| \| \| 2.994 \| \| 12—14 \| 1.579 \| \| \| 1.632 \| \| 15—17 \| 1.655 \| \| \| 1.742 \| \| 18—24 \| 3.009 \| \| \| 3.083 \| \| 60+ \| 2.063 \| \| \| 1.893 \| \| Просек : \| 27,6 \| \| \| 27,8 \| |       |  |  |       |
| |       |  |  |       |
| | м     |  |  | ж     |
| 0—2 | 1.378 |  |  | 1.318 |
| 3—5 | 1.474 |  |  | 1.405 |
| 6—11 | 3.133 |  |  | 2.994 |
| 12—14 | 1.579 |  |  | 1.632 |
| 15—17 | 1.655 |  |  | 1.742 |
| 18—24 | 3.009 |  |  | 3.083 |
| 60+ | 2.063 |  |  | 1.893 |
| Просек : | 27,6  |  |  | 27,8  |

| #   | Индикатор                                                                                        | Вредност |
| --- | ------------------------------------------------------------------------------------------------ | -------- |
| 1   | Становништво од 0 до 2 године                                                                    | 2696     |
| 2   | Мушко становништво од 0 до 2 године                                                              | 1378     |
| 3   | Женско становништво од 0 до 2 године                                                             | 1318     |
| 4   | Становништво са 3 и више година                                                                  | 43543    |
| 5   | Мушко становништво са 3 и више година                                                            | 21597    |
| 6   | Женско становништво са 3 и више година                                                           | 21946    |
| 7   | Становништво са 5 и више година                                                                  | 41641    |
| 8   | Мушко становништво са 5 и више година                                                            | 20625    |
| 9   | Женско становништво са 5 и више година                                                           | 21016    |
| 10  | Становништво са 12 и више година                                                                 | 34537    |
| 11  | Мушко становништво са 12 и више година                                                           | 16990    |
| 12  | Женско становништво са 12 и више година                                                          | 17547    |
| 13  | Становништво са 15 и више година                                                                 | 31326    |
| 14  | Мушко становништво са 15 и више година                                                           | 15411    |
| 15  | Женско становништво са 15 и више година                                                          | 15915    |
| 16  | Становништво са 18 и више година                                                                 | 27929    |
| 17  | Мушко становништво са 18 и више година                                                           | 13756    |
| 18  | Женско становништво са 18 и више година                                                          | 14173    |
| 19  | Становништво од 3 до 5 година                                                                    | 2879     |
| 20  | Мушко становништво од 3 до 5 година                                                              | 1474     |
| 21  | Женско становништво од 3 до 5 година                                                             | 1405     |
| 22  | Становништво од 6 до 11 година                                                                   | 6127     |
| 23  | Мушко становништво од 6 до 11 година                                                             | 3133     |
| 24  | Женско становништво од 6 до 11 година                                                            | 2994     |
| 25  | Становништво од 8 до 14 година                                                                   | 7383     |
| 26  | Мушко становништво од 8 до 14 година                                                             | 3703     |
| 27  | Женско становништво од 8 до 14 година                                                            | 3680     |
| 28  | Становништво од 12 до 14 година                                                                  | 3211     |
| 29  | Мушко становништво од 12 до 14 година                                                            | 1579     |
| 30  | Женско становништво од 12 до 14 година                                                           | 1632     |
| 31  | Становништво од 15 до 17 година                                                                  | 3397     |
| 32  | Мушко становништво од 15 до 17 година                                                            | 1655     |
| 33  | Женско становништво од 15 до 17 година                                                           | 1742     |
| 34  | Становништво од 18 до 24 године                                                                  | 6092     |
| 35  | Мушко становништво од 18 до 24 године                                                            | 3009     |
| 36  | Женско становништво од 18 до 24 године                                                           | 3083     |
| 37  | Женско становништво од 15 до 49 година                                                           | 12491    |
| 38  | Становништво са 60 и више година                                                                 | 3956     |
| 39  | Мушко становништво са 60 и више година                                                           | 2063     |
| 40  | Женско становништво са 60 и више година                                                          | 1893     |
| 41  | Однос између мушкараца и жена                                                                    | 98.76    |
| 42  | Становништво од нуле до 14 година                                                                | 14913    |
| 43  | Становништво од 15 до 64 године                                                                  | 28488    |
| 44  | Становништво од 65 година и више                                                                 | 2838     |
| 45  | Просечан број деце                                                                               | 2.73     |
| 46  | Становништво рођено у ентитету                                                                   | 43187    |
| 47  | Мушко становништво рођено у ентитету                                                             | 21539    |
| 48  | Женско становништво рођено у ентитету                                                            | 21648    |
| 49  | Становништво рођено у другом ентитету                                                            | 3018     |
| 50  | Мушко становништво рођено у другом ентитету                                                      | 1418     |
| 51  | Женско становништво рођено у другом ентитету                                                     | 1600     |
| 52  | Становништво од 5 година и више резидентно у ентитету у јуну 2005. године                        | 40833    |
| 53  | Мушко становништво старосног доба од 5 година и више, резидентно у ентитету у јуну 2005. године  | 20203    |
| 54  | Женско становништво старосног доба од 5 и више година, резидентно у ентитету у јуну 2005. године | 20630    |
| 55  | Становништво од 5 година и више које је живело у другом ентитету у јуну 2005. године             | 571      |
| 56  | Мушко становништво старије од 5 година које је живело у другом ентитету у јуну 2005. године      | 288      |
| 57  | Женско становништво старије од 5 година које је живело у другом ентитету у јуну 2005. године     | 283      |
| 58  | Становништво од 3 године и више које говори аутохтони језик                                      | 8083     |
| 59  | Мушко становништво старо 3 године и више које говори аутохтони језик                             | 4136     |
| 60  | Женско становништво старо 3 године и више које говори аутохтони језик                            | 3947     |
| 61  | Становништво од 3 године и више које говори аутохтони језик и не говори шпански језик            | 258      |
| 62  | Мушко становништво старо 3 године и више које говори аутохтони језик и не говори шпански         | 108      |
| 63  | Женско становништво старо 3 године и више које говори аутохтони језик и не говори шпански језик  | 150      |
| 64  | Становништво старо 3 године и више које говори аутохтони језик и шпански                         | 7670     |
| 65  | Мушко становништво старо 3 године и више које говори аутохтони језик и шпански                   | 3954     |
| 66  | Женско становништво старо 3 године и више које говори аутохтони језик и шпански                  | 3716     |
| 67  | Становништво од 5 година и више које говори аутохтони језик                                      | 7928     |
| 68  | Становништво од 5 година и више које говори аутохтони језик и не говори шпански језик            | 238      |
| 69  | Становништво од 5 година и више које говори аутохтони језик и говори шпански језик               | 7541     |
| 70  | Становништво у домородачким домаћинствима                                                        | 14539    |
| 71  | Становништво са ограничењима у активностима                                                      | 1936     |
| 72  | Становништво са ограниченим ходањем или кретањем, горе или доле                                  | 864      |
| 73  | Становници са ограничењима вида, чак и уз кориштење сочива                                       | 562      |
| 74  | Становништво са ограничењима говора, комуникације или конверзације                               | 190      |
| 75  | Становништво са ограниченим слухом                                                               | 172      |
| 76  | Становништво са ограничењима при одевању, купању или јелу                                        | 52       |
| 77  | Становништво са ограничењима у опажању или учењу једноставних ствари                             | 69       |
| 78  | Становништво са менталним ограничењима                                                           | 253      |
| 79  | Становништво без ограничења активности                                                           | 44054    |
| 80  | Становништво од 3 до 5 година које не похађа школу                                               | 615      |
| 81  | Мушко становништво од 3 до 5 година које не похађа школу                                         | 326      |
| 82  | Женско становништво од 3 до 5 година које не похађа школу                                        | 289      |
| 83  | Становништво од 6 до 11 година које не похађа школу                                              | 138      |
| 84  | Мушко становништво од 6 до 11 година које не похађа школу                                        | 65       |
| 85  | Женско становништво од 6 до 11 година које не похађа школу                                       | 73       |
| 86  | Становништво од 12 до 14 година које не похађа школу                                             | 216      |
| 87  | Мушко становништво од 12 до 14 година које не похађа школу                                       | 82       |
| 88  | Женско становништво од 12 до 14 година које не похађа школу                                      | 134      |
| 89  | Становништво од 15 до 17 година похађа школу                                                     | 2496     |
| 90  | Мушко становништво од 15 до 17 година похађа школу                                               | 1247     |
| 91  | Женско становништво између 15 и 17 година живота у школи                                         | 1249     |
| 92  | Становништво од 18 до 24 године похађа школу                                                     | 1644     |
| 93  | Мушко становништво од 18 до 24 године похађа школу                                               | 834      |
| 94  | Женско становништво од 18 до 24 године похађа школу                                              | 810      |
| 95  | Становништво од 8 до 14 година које не може да чита и пише                                       | 432      |
| 96  | Мушко становништво старосног доба од 8 до 14 година које не може да чита и пише                  | 235      |
| 97  | Женско становништво старосног доби од 8 до 14 година које не може да чита и пише                 | 197      |
| 98  | Становништво од 15 година и више које је неписмено                                               | 2900     |
| 99  | Мушко становништво од 15 година и више које је неписмено                                         | 991      |
| 100 | Женско становништво од 15 година и више које је неписмено                                        | 1909     |
| 101 | Становништво старо 15 и више година без школовања                                                | 2134     |
| 102 | Мушко становништво старо 15 и више година без школовања                                          | 770      |
| 103 | Женско становништво старо 15 и више година без школовања                                         | 1364     |
| 104 | Становништво старосног доба 15 и више година са непотпуним основним образовањем                  | 6569     |
| 105 | Мушко становништво старосног доба од 15 година и више са непотпуном основним образовањем         | 3053     |
| 106 | Женско становништво старосног доба 15 и више година са непотпуном основним образовањем           | 3516     |
| 107 | Становништво старо 15 и више година са комплетним основним образовањем                           | 5499     |
| 108 | Мушко становништво старо 15 година и више са комплетним основним образовањем                     | 2607     |
| 109 | Женско становништво старо 15 и више година са комплетним основним образовањем                    | 2892     |
| 110 | Становништво старосног доба 15 и више година са непотпуним средњим образовањем                   | 1590     |
| 111 | Мушко становништво старосног доба од 15 година и више са непотпуним средњим образовањем          | 809      |
| 112 | Женско становништво старосног доба од 15 година и више са непотпуним средњим образовањем         | 781      |
| 113 | Становништво старо 15 и више година са пуним секундарном образовањем                             | 6975     |
| 114 | Мушко становништво старосног доба од 15 година и више са пуним секундарном образовањем           | 3698     |
| 115 | Женско становништво старосног доба од 15 година и више са пуним секундарном образовањем          | 3277     |
| 116 | Становништво старије од 18 година са постосновним образовањем                                    | 7484     |
| 117 | Мушко становништво старије од 18 година са постосновним образовањем                              | 3969     |
| 118 | Женско становништво старије од 18 година са постосновним образовањем                             | 3515     |
| 119 | Просечна оцена школовања                                                                         | 7.61     |
| 120 | Просечан ниво образовања мушке популације                                                        | 7.94     |
| 121 | Просечан ниво образовања женског становништва                                                    | 7.29     |
| 122 | Економски активно становништво                                                                   | 14732    |
| 123 | Економски активна мушка популација                                                               | 12482    |
| 124 | Економски активна женска популација                                                              | 2250     |
| 125 | Становништво које није економски активно                                                         | 19638    |
| 126 | Мушко становништво које није економски активно                                                   | 4397     |
| 127 | Женско становништво које није економски активно                                                  | 15241    |
| 128 | Запослено становништво                                                                           | 14224    |
| 129 | Запослено мушко становништво                                                                     | 12063    |
| 130 | Запослено женско становништво                                                                    | 2161     |
| 131 | Незапослена популација                                                                           | 508      |
| 132 | Незапослена мушка популација                                                                     | 419      |
| 133 | Незапослена женска популација                                                                    | 89       |
| 134 | Становништво без права на здравствене услуге                                                     | 7429     |
| 135 | Становништво које има право на здравствене услуге                                                | 38769    |
| 136 | Становништво које има право на ИМСС                                                              | 1688     |
| 137 | Становништво које има право на социјално осигурање                                               | 1877     |
| 138 | Становништво које има право на државно социјално осигурање                                       | 1552     |
| 139 | Становништво које има право на опште осигурање или здравствено осигурање за нову генерацију      | 32054    |
| 140 | Становништво које је било једном или није било у браку током 12 година и више                    | 12235    |
| 141 | Венчано или уједињено становништво од 12 година и више                                           | 19512    |
| 142 | Становништво које је било у браку или уједињено 12 година и више                                 | 2756     |
| 143 | Становништво са католичком религијом                                                             | 29011    |
| 144 | Протестанти, еванђелисти и библијски следбеници различити од еванђелиста                         | 13483    |
| 145 | Становништво са другим религијама различитим од претходних                                       | 1        |
| 146 | Становништво без религије                                                                        | 3675     |
| 147 | Укупно пописаних домаћинства                                                                     | 10812    |
| 148 | Пописна домаћинства на челу са мушкарцима                                                        | 8845     |
| 149 | Пописна домаћинства на челу са женама                                                            | 1967     |
| 150 | Становништво у пописним домаћинствима                                                            | 46167    |
| 151 | Становништво у пописним домаћинствима на челу са мушкарцима                                      | 39175    |
| 152 | Становништво у пописним домаћинствима на челу са женама                                          | 6992     |
| 153 | Укупно домаћинстава                                                                              | 12367    |
| 154 | Укупно насељених домаћинстава                                                                    | 10828    |
| 155 | Укупно приватних кућа                                                                            | 12351    |
| 156 | Насељени приватни домови                                                                         | 10812    |
| 157 | Укупно насељених приватних кућа                                                                  | 10825    |
| 158 | Ненасељене приватне куће                                                                         | 1038     |
| 159 | Појединачна домаћинства за привремену употребу                                                   | 501      |
| 160 | Становници у насељеним приватним кућама                                                          | 46167    |
| 161 | Насељеност станара у приватним становима                                                         | 4.27     |
| 162 | Просечно становника по соби у приватним насељеним домаћинствима                                  | 1.39     |
| 163 | Појединачна домаћинства са подовима од различитих материјала од земље                            | 9892     |
| 164 | Појединачна домаћинства у приземљу                                                               | 882      |
| 165 | Појединачна домаћинства са једном спаваћом собом                                                 | 5341     |
| 166 | Појединачна домаћинства са две спаваће собе и више                                               | 5373     |
| 167 | Појединачна домаћинства са једним собом                                                          | 1526     |
| 168 | Појединачна домаћинства са две собе                                                              | 2275     |
| 169 | Појединачна домаћинства са 3 собе и више                                                         | 6906     |
| 170 | Појединачна домаћинства која имају електрично светло                                             | 10496    |
| 171 | Појединачна домаћинства која немају електрично светло                                            | 289      |
| 172 | Појединачна домаћинства која имају водоводну воду у стамбеном простору                           | 9005     |
| 173 | Појединачна домаћинства која немају водоводну воду у стамбеном простору                          | 1764     |
| 174 | Појединачна домаћинства која имају тоалет                                                        | 9471     |
| 175 | Појединачна домаћинства која имају канализацију                                                  | 9329     |
| 176 | Појединачна домаћинства која немају канализацију                                                 | 1446     |
| 177 | Појединачна домаћинства која имају електрично светло, довод воде из јавне мреже и канализацију   | 8165     |
| 178 | Појединачна домаћинства без икаквих услова                                                       | 1252     |
| 179 | Појединачна домаћинства која имају радио                                                         | 6635     |
| 180 | Појединачна домаћинства која имају телевизор                                                     | 8153     |
| 181 | Појединачна домаћинства која имају фрижидер                                                      | 6989     |
| 182 | Појединачна домаћинства која имају машину за веш                                                 | 4570     |
| 183 | Појединачна домаћинства која имају аутомобил или комби                                           | 1283     |
| 184 | Појединачна домаћинства која имају рачунар                                                       | 1045     |
| 185 | Појединачна домаћинства која имају фиксну телефонску линију                                      | 1198     |
| 186 | Појединачна домаћинства која имају мобилни телефон                                               | 3463     |
| 187 | Појединачна домаћинства која имају приступ интернету                                             | 289      |